# Санта-Марія-да-Фейра, Траванка, Санфінш і Ешпрагу
Са́нта-Марі́я-да-Фе́йра, Трава́нка, Санфі́нш і Ешпра́гу (порт. Santa Maria da Feira, Travanca, Sanfins e Espargo; МФА: [ˈsɐ̃.tɐ mɐ.ˈɾi.ɐ dɐ ˈfɐj.ɾɐ, tɾɐ.ˈvɐ̃.kɐ, sɐ̃.ˈfĩz i ʃ.ˈpaɾ.gu]) — парафія в Португалії, в муніципалітеті Санта-Марія-да-Фейра. Складова округу Авейру.  Входить до регіону Північ. За старим адміністративним поділом, що був чинним до 1976 року, територія парафії належала провінції Берегове Дору. Заснована 28 січня 2013 року. Площа парафії — 23,52 км², населення — 18 194 ос. (2011), густота населення — 773,55 осіб/км²
. Патрон — святі Себастіан, Мамант, Фелікс і Яків. Поштовий індекс — 4520. Код  — 010935.
```
Сформована із колишніх парафій 
Фейра
, 
Траванка
, 
Санфінш
 і 
Ешпаргу
.
```

## Географія

Санта-Марія-да-Фейра (2013)
Союз парафій
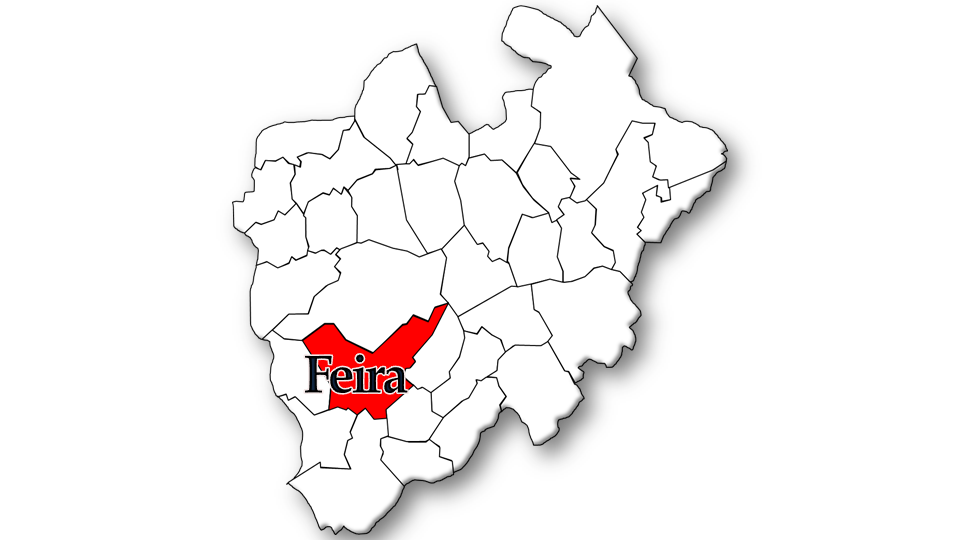
Фейра
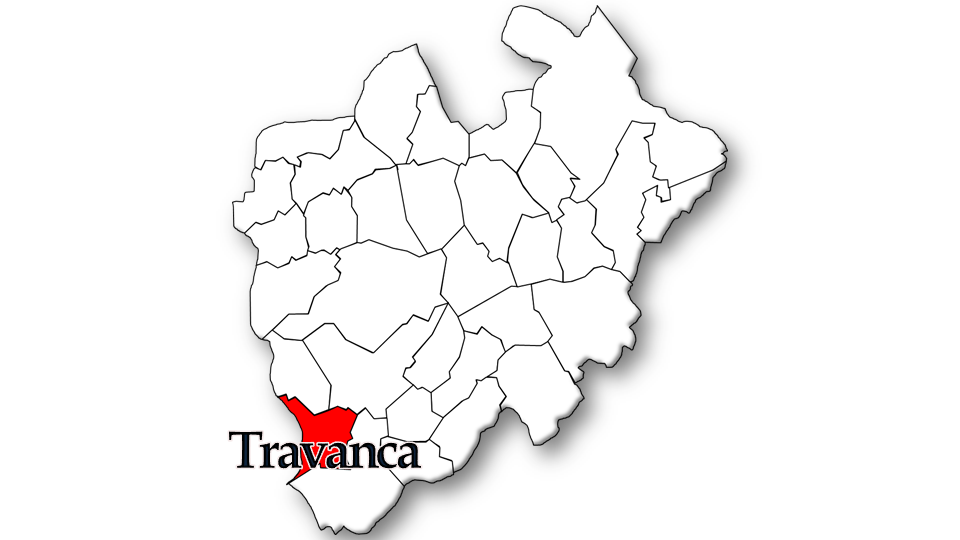
Траванка
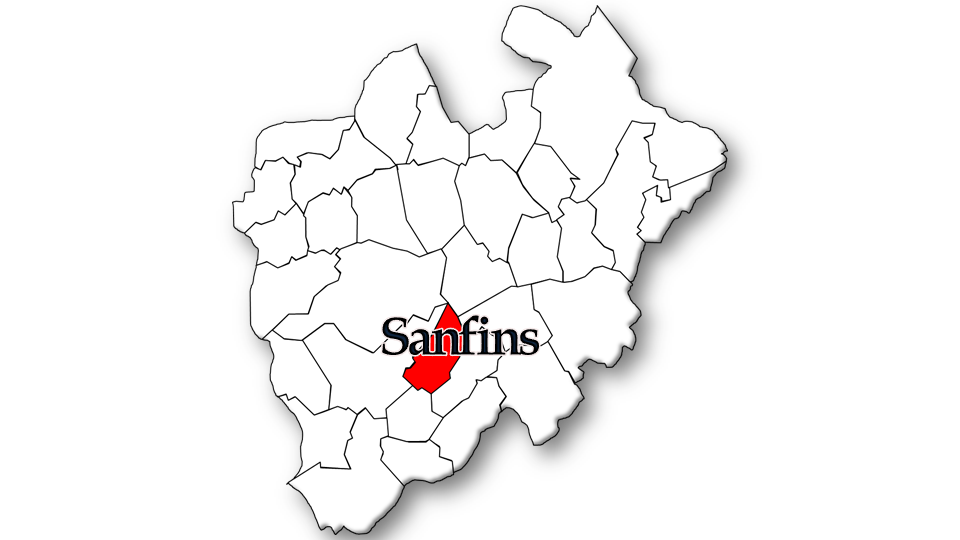
Санфінш
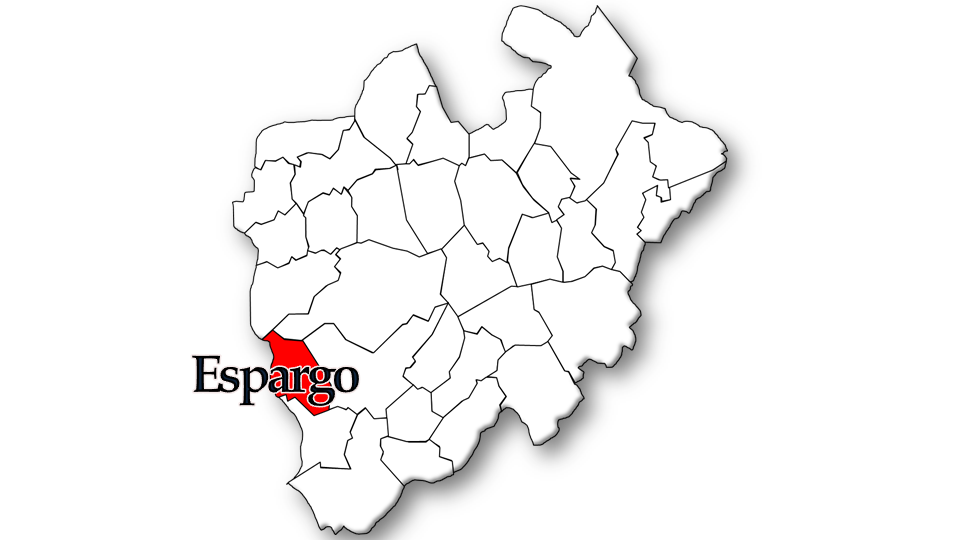
Ешпаргу

## Населення
| 2011   |
| 18 194 |

## Пам'ятки
- Фейрівський замок — середньовічний замок IX століття.
- Церква Милосердя святої Марії — католицька церква XVI століття.